# Claude Théberge
 (mars 2018).
Si vous disposez d'ouvrages ou d'articles de référence ou si vous connaissez des sites web de qualité traitant du thème abordé ici, merci de compléter l'article en donnant les références utiles à sa vérifiabilité et en les liant à la section « Notes et références ».
Pour les articles homonymes, voir Théberge.
Claude Théberge, né le 4 septembre 1934 et mort le 15 mai 2008, est un peintre canadien. Il a été connu principalement pour sa peinture, mais a aussi réalisé des murales, des vitraux et des sculptures qui investissent de nombreux lieux publics. Claude Théberge est surtout connu pour ses « parapluies ».

## Le début de sa vie
Claude Théberge est né le 4 septembre 1934, à Edmundston, au Nouveau-Brunswick. Il a grandi à Rivière-Bleue au Témiscouata. Il a reçu des leçons de peinture durant toute son enfance.

## Formation
De 1950 à 1954, Claude Théberge a étudié à l'École des beaux-arts de Québec. Il a également fréquenté les plus grandes institutions dédiées aux beaux-arts et aux arts décoratifs en France. De 1954 à 1960, il a vécu à Paris, où il a fréquenté l'École nationale supérieure des beaux-arts, l'École nationale supérieure des arts décoratifs et l'École du musée du Louvre. En 1961, il a suivi des cours de pédagogie à l'École des beaux-arts de Montréal. Puis, en 1969 et 1970, il a étudié le management du design à l'École des hautes études commerciales de Montréal.

## L'art et l'architecture
En 1960, à son retour au Québec, Claude Théberge a fondé un atelier dédié à l'intégration de l'art et de l'architecture, qui sera ouvert jusqu'en 1968. Cela lui a permis de créer les plaques murales des stations de métro Papineau et Rosemont à Montréal. En 1966, il crée une immense murale à la station de métro Guy-Concordia . Il a aussi fait des vitraux pour l'église de St-Jean-Baptiste de la Salle. Il a aussi créé des œuvres d'art pour le complexe du Parlement et le Théâtre du Capitole de la ville de Québec.
Après ses études de management, Claude Théberge crée un second atelier, avec Antoine Lamarche et Michel Dernuet. Ensemble, ils créeront des œuvres d'art dans différentes stations de métro de Montréal. En 1978, avec Antoine Lamarche, Claude Théberge crée un relief à la station de métro De l'Église  et à la station de métro Verdun . En 1980, avec Antoine Lamarche et Michel Dernuet, il crée une sculpture à la station de métro Georges-Vanier, intitulée Un arbre dans le parc . En 1985, Claude Théberge crée la sculpture en granite, intitulée Forces, qui sera placée au square Viger dans Ville-Marie . Il a aussi créé une murale pour le hall principal de la législature de Québec. Il a aussi créé une fontaine au parc Viger à Montréal.

## Sa période de peintures
Par la suite, Claude Théberge délaisse cette forme d'art pour s'adonner à la peinture, une carrière où il a reçu des honneurs prestigieux et qui lui a permis de figurer dans de nombreuses expositions.

## Prix et honneurs
Claude Théberge a reçu une bourse du Conseil des Arts du Canada et du gouvernement du Québec. En 1954, à l'âge de 19 ans, il a ravi un premier prix au concours international de l'affiche pour la paix dans le monde, parrainé par les Nations unies. En 1966, à Paris, il a reçu le prestigieux prix Arletty. En 1990, il a été également l'invité d'honneur au soixante-deuxième Salon du Printemps de Clichy, en France, où il a reçu la médaille d'or de la ville.

## Ses déplacements
Il a vécu tantôt à Paris tantôt à Montréal. Cependant, les dernières années de sa vie, il les a vécues au centre-ville Montréal. Il passait aussi du temps dans sa maison de campagne en Gaspésie à Cap-Blanc d'où il pouvait contempler le Rocher Percé (qui a inspiré plusieurs de ses tableaux), jusqu'à ce que sa maladie l'empêche de voyager. Après avoir vécu plusieurs années dans un appartement du Quartier Latin sur la rue St-Hubert, il est déménagé dans un grand appartement du quartier Westmount à Montréal, qu'il habitait lors de son décès. Il n'appréciait guère ce dernier appartement, qui était de style anglais.

## Son style artistique
Claude Théberge a exploré l'abstraction, la figuration, le symbolisme et le surréalisme.

## Sa peinture
Depuis 1956, Claude Théberge a exposé à Paris, à Londres, Berlin, à Montréal, à Québec, à New York, à Chicago, à Copenhague, Madrid, Moscou, Tokyo et ailleurs. Ses peintures font partie de la collection du Musée national des beaux-arts du Québec, Musée d’art contemporain de Montréal et de la collection Kennedy à Boston. Ses tableaux se retrouvent dans des collections prestigieuses : Aérospatiale, France ; l’Oréal/Lancôme ; Musée d’art contemporain de Montréal ; Royal British Columbia Museum ; Toronto World Trade Center ; First Canadian Bank ; Esso, Canada et bien d'autres. Il a aussi occupé un poste de dessinateur graphique à l'UNESCO à Paris. Ses œuvres sont présentes dans beaucoup de galeries européennes et américaines, dont la Michel Blais Gallery à Vancouver les Galeries 2000 à Montréal et bien d'autres.

## Ses expositions

### Expositions temporaires
Claude Théberge a fait beaucoup d'expositions internationales. En 1956, il a fait une exposition à la Maison internationale de la Cité universitaire à Paris. En 1960, il a fait une exposition à la galerie IV de l'hôtel Reine Élizabeth à Montréal. En 1962, il a fait une exposition à la Galerie Hélène de Champlain, "École de Montréal". La même année, il a aussi exposé au Musée des beaux-arts de Montréal au Salon du Printemps. En 1964, il a fait une exposition à New York au Canada House Aspects de la peinture canadienne. En 1965, il a fait une exposition au Musée d'art contemporain de Montréal, Artistes de Montréal. En 1983, il a fait une exposition à la Galerie Beaudinet-Hubbard à New York. En 1986, il a fait une exposition à la Bibliothèque de la ville de Québec. En 1988, il a fait une exposition au Salon de l'Art contemporain à Versailles. En 1989, il exposait à la Galerie Pierre-Hautot et à la Galerie Hugues-Bourdin, situées toutes deux à Paris en France. En 1990, il a fait deux expositions en France dont une à Noisy-le-Grand à l'Espace Michel et l'autre à Simon Clichy-La-Garenne. La même année, il a aussi exposé à la Galerie Renata à Chicago, aux États-Unis. Il a aussi exposé à Santillana, en Espagne au Palais des expositions. Il a aussi fait deux expositions en Russie, dont l'une à Moscou à la Galerie Tretakiov et l'autre à Saint-Pétersbourg au musée d'art contemporain. En 1991, il a fait une exposition à Copenhague, au Danemark à la Bibliotek / Rundetam. En 1992, il a fait une exposition au Cendre de Commerce Mondial de Montréal. La même année, il a aussi exposé au World Trade Center de Toronto, ainsi qu'à la Galerie Brigitte Fabi à Détroit. En 1993, il a fait une exposition au Salon du Printemps en tant qu'invité d'honneur à la Galerie Captain-Matignon. En 2000, il a fait une exposition à New York au Art Show. La même année, il a aussi exposé à la Coningsby Gallery à Londres, en Angleterre. En 2005, il a fait une exposition à Sofitel à Montréal. Hormis toutes ces expositions, Claude Théberge a aussi fait d'autres expositions à caractère plus local.

### Expositions de longue durée
De 1984 à 1991, Claude Théberge a exposé ses tableaux à la Galerie d'art Quatre-Saisons dans la ville de Québec. De 1990 à 1992, il exposait au Grand-Palais à Paris. Il s'agissait de figuration critique.

## Les thèmes de ses tableaux

### Le thème des parapluies
Dans beaucoup de ses peintures, on voit des parapluies avec des personnages ou même des animaux. Avec les parapluies, les foulards sont très souvent présents. Certains de ces tableaux ont même été représentés sur de véritables parapluies, que l'on peut souvent apercevoir à Montréal lorsque la pluie tombe.

### Le thème de la mer
Le thème de la mer est aussi beaucoup exploité chez-lui, probablement parce qu'il possédait une maison qui lui donnait une vue splendide sur elle. Très souvent, le Rocher Percé y est représenté, mais pas toujours. Claude Théberge disait vouloir terminer sa vie devant la mer, qui représentait pour lui l'infini.

### Le thème des animaux
Claude Théberge a souvent représenté des animaux, souvent des chats, qu'il affectionnait tout particulièrement, ainsi que des oiseaux. Certains de ces tableaux ont un caractère humoristique, par exemple un oiseau qui tient un parapluie.

### Le thème des fleurs
Claude Théberge a peint beaucoup de tableaux de fleurs: tulipes, iris, marguerites, roses…  Claude Théberge a même créé une collection de tableaux de fleurs créées à partir du sexe génital de modèles féminins.

### Le thème des amoureux
Claude Théberge a aussi représenté des amoureux, qui sont quelquefois dans une posture tendre, d'autres dans une posture plus érotique. Certains de ses amoureux sont représentés sous un parapluie.

### Le thème de l'érotisme
Dans les tableaux de Claude Théberge, non seulement les amoureux ont été représentés dans une posture érotique, mais parfois des personnes seules, habituellement des femmes. Certains de ses tableaux ont un côté cocasse, en raison de la présence d'un parapluie.

### Le thème des montgolfières
Plusieurs de ses tableaux ont aussi exploité le thème des montgolfières.

### Le thème des villes
Dans ses tableaux, Claude Théberge a souvent représenté des scènes urbaines. Les villes de Montréal, Québec et Paris semblent représentées. Ces tableaux comportent souvent des personnages, qui apparaissent la plupart du temps avec des parapluies et/ou avec des foulards.

## Sa famille
Claude Théberge a eu un seul et unique enfant, France Ariane Théberge qu'il a eu avec une femme prénommée Micheline. Il avait plusieurs frères: Maurice, Roger, Ronald, Gaston, Paul et André. Il avait aussi plusieurs sœurs: Lucille, Rachel et Marina. Son père s'appelait Alfred et, sa mère, Rose-De-Lima (dite aussi Delima) Sylvain.

## Autres détails sur sa vie
Claude Théberge a su vivre de ses peintures et vivre relativement bien, ce qui est assez exceptionnel, car vivre de son art au Québec est une chose presque impossible. Il a pris plusieurs jeunes artistes sous son aile en leur servant de mentor. Bien qu'ayant eu le savoir-faire pour arriver à vendre son art aisément, Claude Théberge dépensait son argent au fur et à mesure qu'il le gagnait, profitant de la vie qui passait. Il aimait beaucoup le chocolat, qu'il servait abondamment à ses invités, clients ou amis. Hormis la pratique des arts, il aimait composer des cadavres exquis avec ses invités, particulièrement avec ceux qui avaient comme médium la poésie. Vers la fin de sa vie, il faisait préparer ses repas par un traiteur et une femme de ménage s'occupait de l'entretien de son appartement. Il appréciait aussi beaucoup le vin rouge, ainsi que les femmes.
Claude Théberge a également été impliqué dans une affaire célèbre en droit de la propriété intellectuelle qui a fait l'objet d'un arrêt de la Cour suprême du Canada en 2002. Une galerie d'art avait acheté des affiches contenant des reproductions de ses œuvres marquantes pour en retirer la couleur et les transposer dans des toiles et des canevas en vue de les revendre. Il  demandait donc une compensation pour ce qu'il prétendait être de la contrefaçon. Or, la Cour suprême ne lui a pas donné raison, car elle estimait qu'il ne pouvait y avoir reproduction illégale sans la création de nouvelles copies; la transposition sur les toiles n'impliquait aucune copie supplémentaire. Néanmoins, la Cour suprême a reconnu que cette pratique pouvait contrevenir à ses droits moraux, de sorte que l'affaire s'est ensuite réglée hors de cour, les propriétaires des galeries s'engageant à la cesser.

## La fin de sa vie
Vers la fin de sa vie, Claude Théberge a commencé à éprouver des problèmes pulmonaires. Les derniers mois de sa vie ont été ponctués de séjours à l'hôpital pour tenter de soigner sa maladie. Finalement, Claude Théberge s'est éteint le 15 mai 2008 à l'Hôpital Notre-Dame de Montréal à l'âge de 73 ans. Ses funérailles furent célébrées le 22 mai 2008 à l'Église St-Louis de France à Montréal.